# Christoffer Wilhelm Eckersberg
Christoffer Wilhelm Eckersberg (2 de janeiro de 1783 — 22 de julho de 1853) foi um pintor dinamarquês. Nasceu em Blåkrog no Ducado de Schleswig (agora a parte sul da Jutlândia, na Dinamarca), filho de Henrik Vilhelm Eckersberg, pintor e carpinteiro, e Ingeborg Nielsdatter. Ele passou a estabelecer as bases para o período da arte conhecido como a Idade de Ouro da Pintura Dinamarquesa, e é referido como "o pai da pintura dinamarquesa".

## Biografia

### Infância e formação inicial
Em 1786 sua família mudou-se para Blans, uma aldeia perto da pitoresca Alssund, onde ele gostava de desenhar a paisagem a sua volta, e ir a passeios à vela no barco de seu pai. Após a Crisma, ele começou sua formação como pintor em igreja e pintor de retratos, Jes Jessen de Aabenraa (1797-1800). Continuou a sua formação aos 17 anos de idade sob a tutela de Josiah Jacob Jessen em Flensburg, onde se tornou um aprendiz em maio de 1800. Ele, no entanto, tinha o objetivo de ser aceito na Academia Real Dinamarquesa de Belas Artes (Det Kongelige Danske Kunstakademi), em Copenhague.

### Formação na Academia
Ainda em fase de aprendizado, ele produziu desenhos e pinturas proficientes. Depois de ter acumulado algum dinheiro, incluindo o apoio financeiro de habitantes locais bem-intencionados, ele chegou a Toldbod, Copenhague em 23 de maio de 1803. Foi aceito na Academia sem pagamento em 1803, onde estudou com Nicolau Abraão Abildgaard, entre outros.
Fez bom progresso, pintando quadros históricos, retratos e paisagens. No entanto, o atrito entre ele e Abildgaard impediu seu avanço, e ele não ganhou a grande medalha de ouro da Academia até 1809, após a morte de Abildgaard. Para ganhar dinheiro, também trabalhou como trabalhador braçal, e fez gravuras em água-forte.
Embora ele tenha recebido promessa de uma bolsa de viagem em conjunto com a medalha de ouro, os fundos reais não estariam disponíveis até 1812. Em 1 de julho de 1810, ele se casou com E. Christine Rebecca Hyssing, contra a sua vontade, a fim de "legitimar" um filho, Erling Carl Vilhelm Eckersberg, fruto de uma relação com Christine. Seu filho, Erling, eventualmente, seguiu os passos de seu pai, com uma educação na Academia, e uma carreira como gravador em placas de cobre.

### Viagens como estudante
Ansioso para viajar, não só por causa de seu desejo para expandir suas habilidades artísticas e conhecimentos, mas também a fim de escapar da realidade de seu casamento, Christoffer fez um arranjo com o necessário apoio financeiro que lhe permitisse viajar. Em 3 de julho, poucos dias após o casamento, começou suas viagens para fora do país. Junto com Tønnes Christian Bruun de Neergaard, escritor, amante da arte e apoiador financeiro, ele viajou através da Alemanha para Paris. Nesta cidade, ele estudou com o representante do neoclassicismo, Jacques-Louis David, de 1811-1812. Melhorou suas habilidades na pintura da forma humana, e seguiu o conselho do seu professor para pintar conforme a natureza e o clássico, a fim de encontrar a verdade. Foi em Paris que ele desenvolveu uma vitalícia amizade com seu companheiro de quarto, o colega artista Jens Peter Møller, e com o gravador Johan Frederik Clemens, colaborador de Jens Juel.
Depois de dois anos, viajou além para Florença e para Roma, onde continuou seus estudos entre 1813-1816. Esforçou-se para melhorar suas habilidades como um pintor histórico, e gostava de pintar estudos menores da vida e área locais. Ele viveu lá três anos entre um grupo de comércio dirigido por artistas, com Bertel Thorvaldsen como chefe cultural. Eckersberg e Thorvaldsen desenvolveram uma relação íntima duradoura, e o mestre serviu o jovem Eckersberg tanto como fiel amigo e também conselheiro. Eckersberg pintou um de seus melhores retratos, um retrato de Thorvaldsen, em Roma em 1814, que foi doado para a Academia de Arte. Viver em Roma o agradava, e ele foi muito afetado pela luz brilhante do sul que ele experimentou lá. Ele produziu um vasto corpo de trabalho durante esses anos, incluindo uma série de estudos paisagísticos excepcionais.
Seu divórcio de Hyssing foi acertado durante sua estadia fora do país, e em 2 de agosto de 1816 ele voltou para a Dinamarca.

### Uma carreira acadêmica
Logo após seu retorno à Dinamarca ele preparou sua admissão para a Academia, e teve como tema de suas admissões pinturas da mitologia nórdica, a Morte de Balder. Em 8 de fevereiro de 1817, ele casou-se com Elisabeth Cathrine Julie Juel, filha de Jens Juel, pintor de retratos e professor na Academia. Eles tiveram dois filhos e quatro filhas antes da morte de Elisabeth em 1827.
Ele foi admitido como membro da Academia em outubro de 1817 e foi nomeado professor da Academia em 1818, tendo aderido à cátedra vaga causada pela morte de Nicolau Abraão Abildgaard em 1809. A Academia esperou para preencher o cargo até que Eckersberg retornasse à Dinamarca de suas viagens de estudante, enquanto atrasava as tentativas do discípulo de Abildgaard, Christian Fædder Høyer, de Christian Gotlieb Kratzenstein-Stub, e de J. L. Lund buscavam a mesma posição. Finalmente a Academia concedeu a posição não só para Eckersberg, mas também a Lund.
Um ano após a morte de sua esposa Elisabeth em 1827, casou-se com sua irmã Susanne Henriette Emilie Juel, com quem também teve vários filhos.
Ele foi diretor da Academia de 1827-1829. Sua visão lhe faltou no final de sua vida e ele teve que desistir da pintura. Morreu em Copenhague de cólera em 22 de julho de 1853 durante a grande epidemia. Está enterrado no Cemitério Assistens, em Copenhague.

## Obras

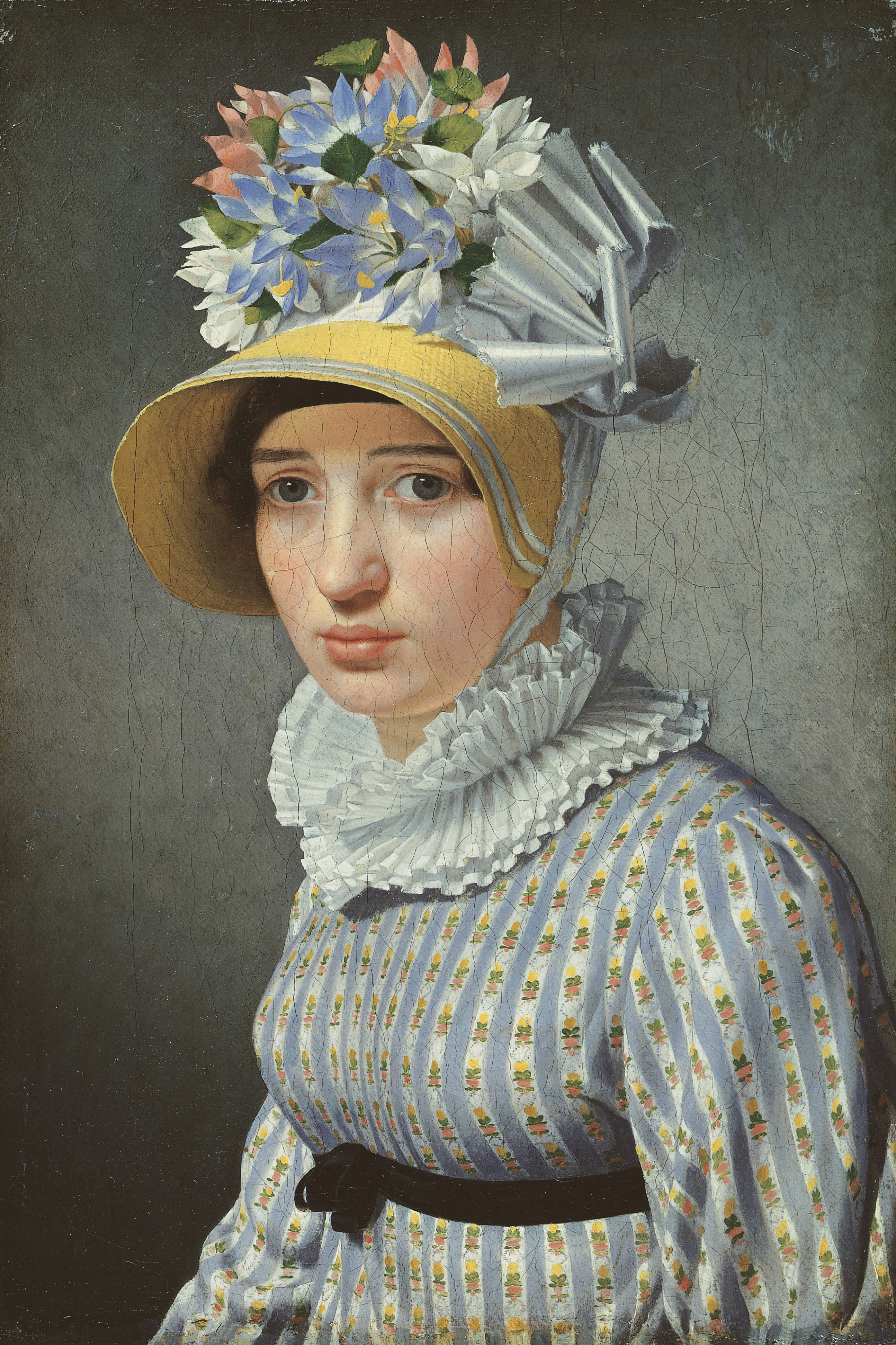
Retrato da amante italiana de Thorvaldsen's, Anna Maria Magnani.

Ele foi contratado para fazer uma série de pinturas históricas para o Palácio de Christiansborg, bem como retábulos. Seus trabalhos mais conhecidos são os retratos da classe média de Copenhague, como a "foto da família Nathanson" (Det Nathansonske Familiebillede) de 1818, e o retrato oficial de Frederico VI. Apesar de suas habilidades nesse gênero, a sua carreira na arte do retrato foi de curta duração, devido à concorrência que recebeu do então popular Christian Albrecht Jensen.
Pinturas marinhas eram outro gênero que ele desenvolveu com grande interesse. Ele tinha uma paixão por navios, e navegou ao redor do Escagerraque, no Categate, no Mar do Norte e até o Canal da Mancha, aos 56 anos de idade. A experiência de velejar fora em mar aberto, deu nova dimensão às suas pinturas marítimas, que até esse ponto tendiam a ser representações calmas. Agora não havia mais atenção ao movimento e às ondas.

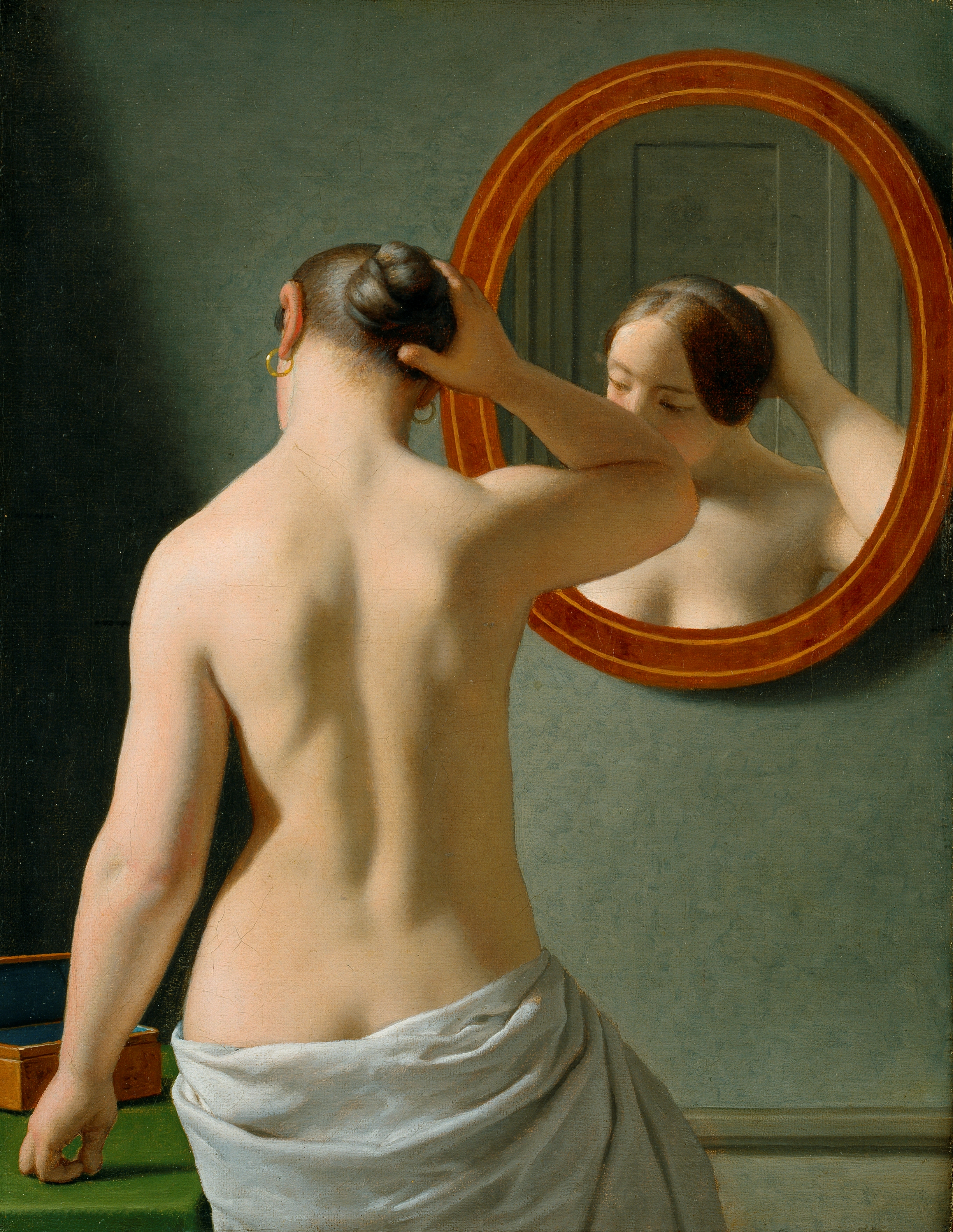
Morgentoilette (Mulher em pé diante de um espelho) 1841.

O Almirantado, em 1819, lhe havia concedido o livre acesso à Base Naval de Copenhague (Holmen), dando-lhe assim a oportunidade de ver os muitos navios - o motivo favorito em suas pinturas. Durante o verão, os marinheiros praticavam natação no local, todos nus. Isso deu a Eckersberg uma oportunidade única para observar os homens em estado de nudez completa e fazer uma avaliação artística de sua constituição física. Ele poderia, assim, selecionar os modelos que precisava para suas pinturas com motivos da antiguidade grega ou romana.
Mas sua maior contribuição para a pintura foi através de sua cátedra na Academia. Ele revitalizou o ensino por levar os alunos para o campo, onde eles eram desafiados a fazer estudos da natureza. Assim, foi ele quem introduziu estudo direto da natureza na arte dinamarquesa. Também incentivou seus alunos a desenvolverem seus pontos fortes individuais, criando estilos únicos. Desenvolveu um interesse crescente em perspectiva por causa de suas pinturas marinhas. Escreveu uma dissertação sobre o assunto chamada "perspectiva linear usada na arte da pintura" (Linearperspektiven, anvendt paa Malerkunsten) de 1841, e deu aulas sobre o assunto na Academia. Fez um pequeno número de gravuras que combinam observações da vida diária com clássicos, princípios harmoniosos da composição. Isso abriu o caminho para a forma característica em que os pintores da Idade de Ouro retrataram a vida comum, cotidiana.
Existe um autorretrato seu de 1803, um busto dele feito por Thorvaldsen de 1816 e um retrato por Marstrand de 1836.

## Pupilos
Entre seus alunos estavam:
- Wilhelm Bendz
- Ditlev Blunck
- Carl Dahl
- Christen Dalsgaard
- Anton Dorph
- Dankvart Dreyer
- Heinrich Eddelien
- Julius Exner
- Lorenz Frølich
- Johan Vilhelm Gertner
- Hans Jørgen Hammer
- Constantin Hansen
- Frederik Theodor Kloss
- Albert Küchler
- Christen Købke
- Vilhelm Kyhn
- Emanuel Larsen
- Christine Løvmand
- Wilhelm Marstrand
- Anton Melbye
- Adam August Müller
- Emil Normann
- Fritz Petzholdt
- Jørgen Roed
- Martinus Rørbye
- Carl Frederik Sørensen
- Adolph Friedrich Vollmer

## Galeria

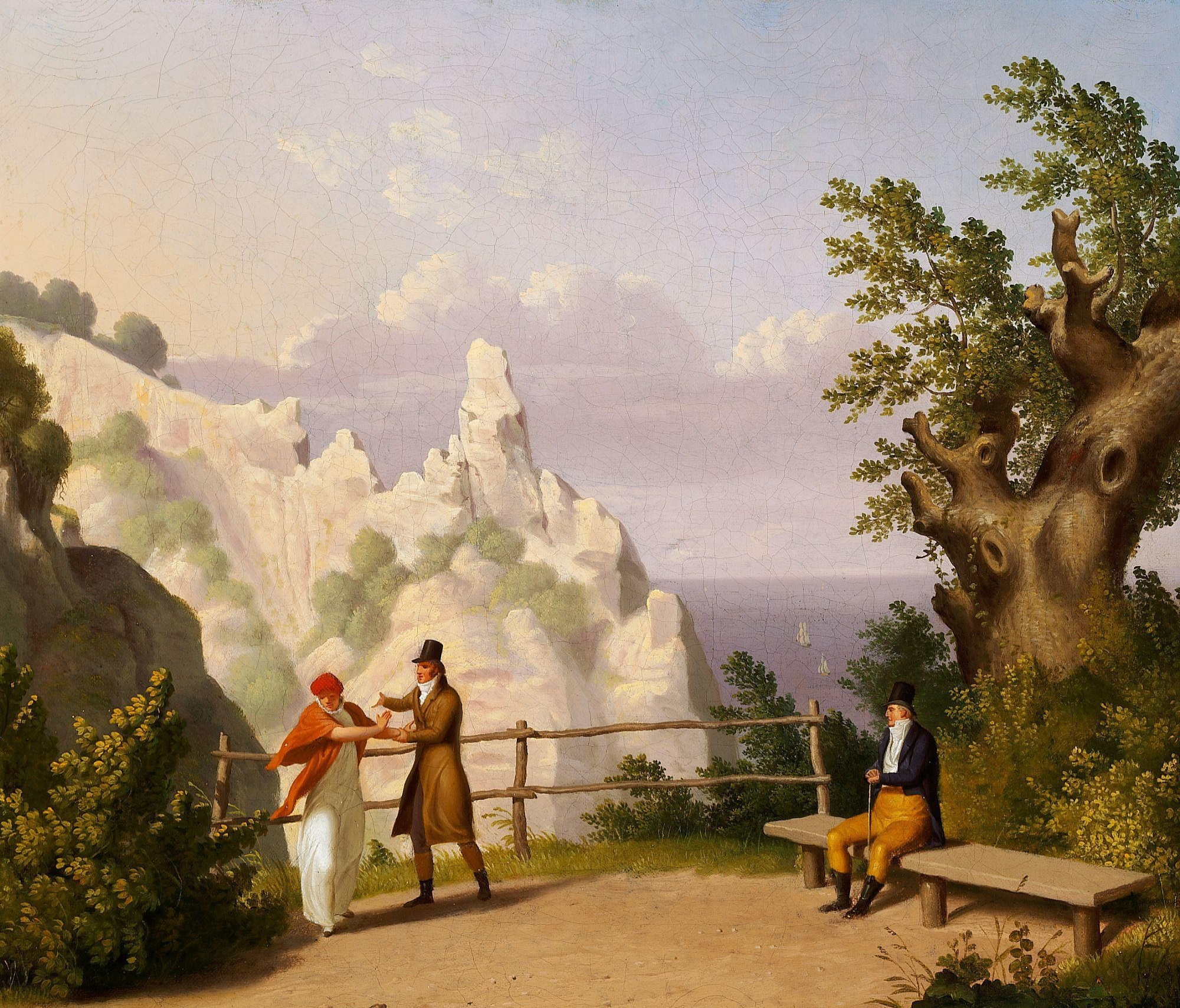
Udsigt af Møns Klint og Sommerspiret (1809)
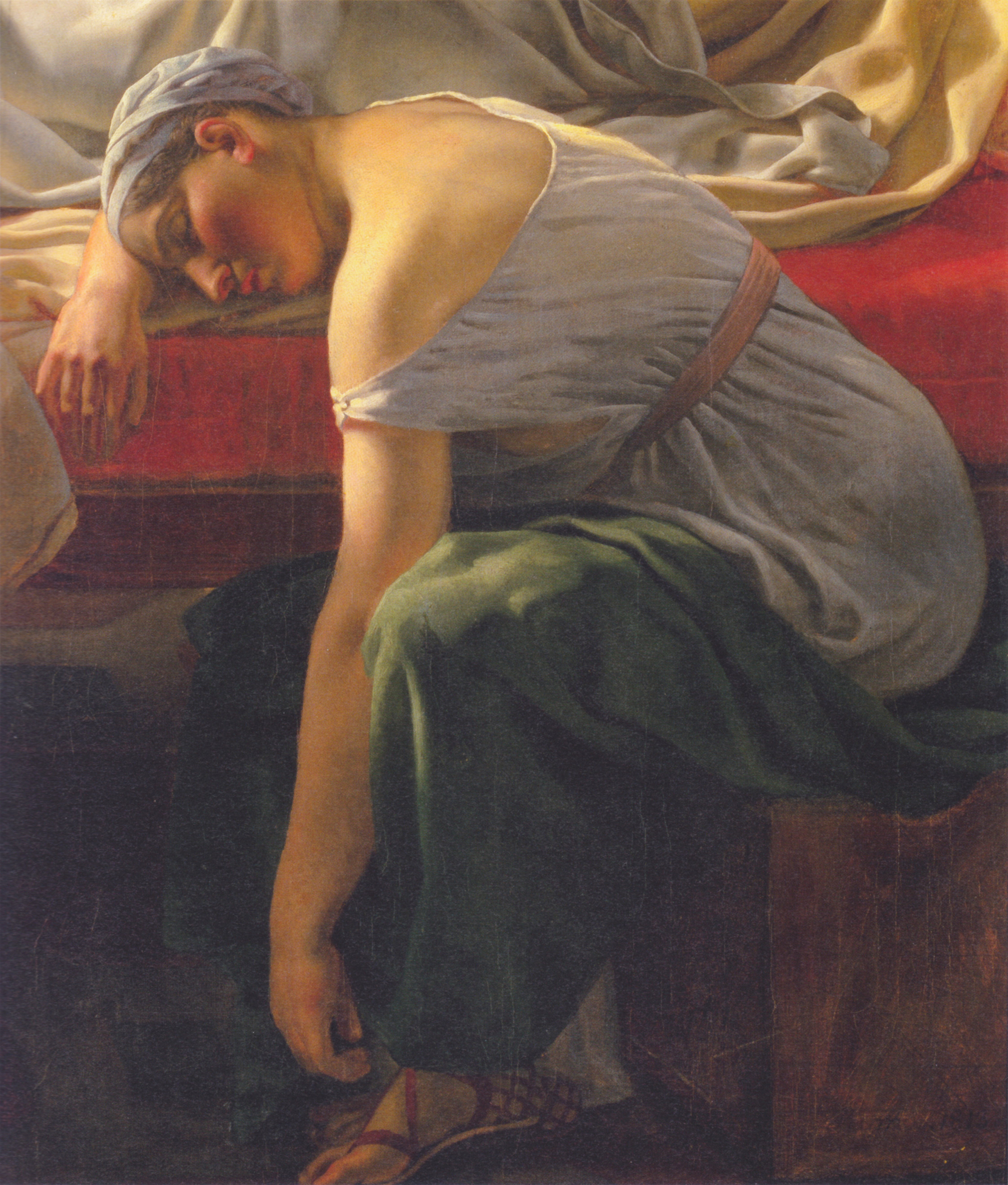
En sovende kvinde i antik dragt (1813)
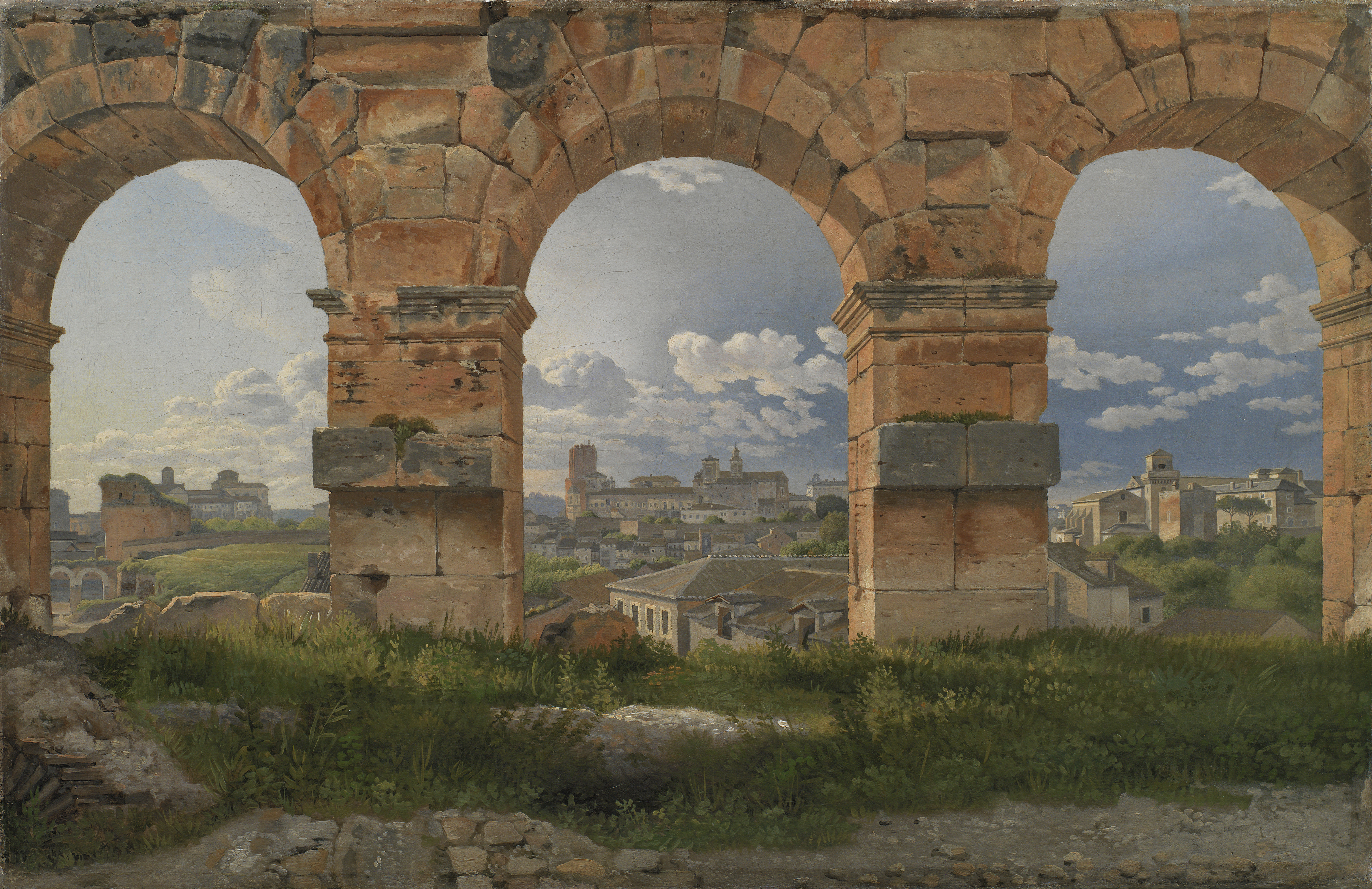
Udsigt gennem tre buer i Colosseums tredje stokværk,(c. 1816)
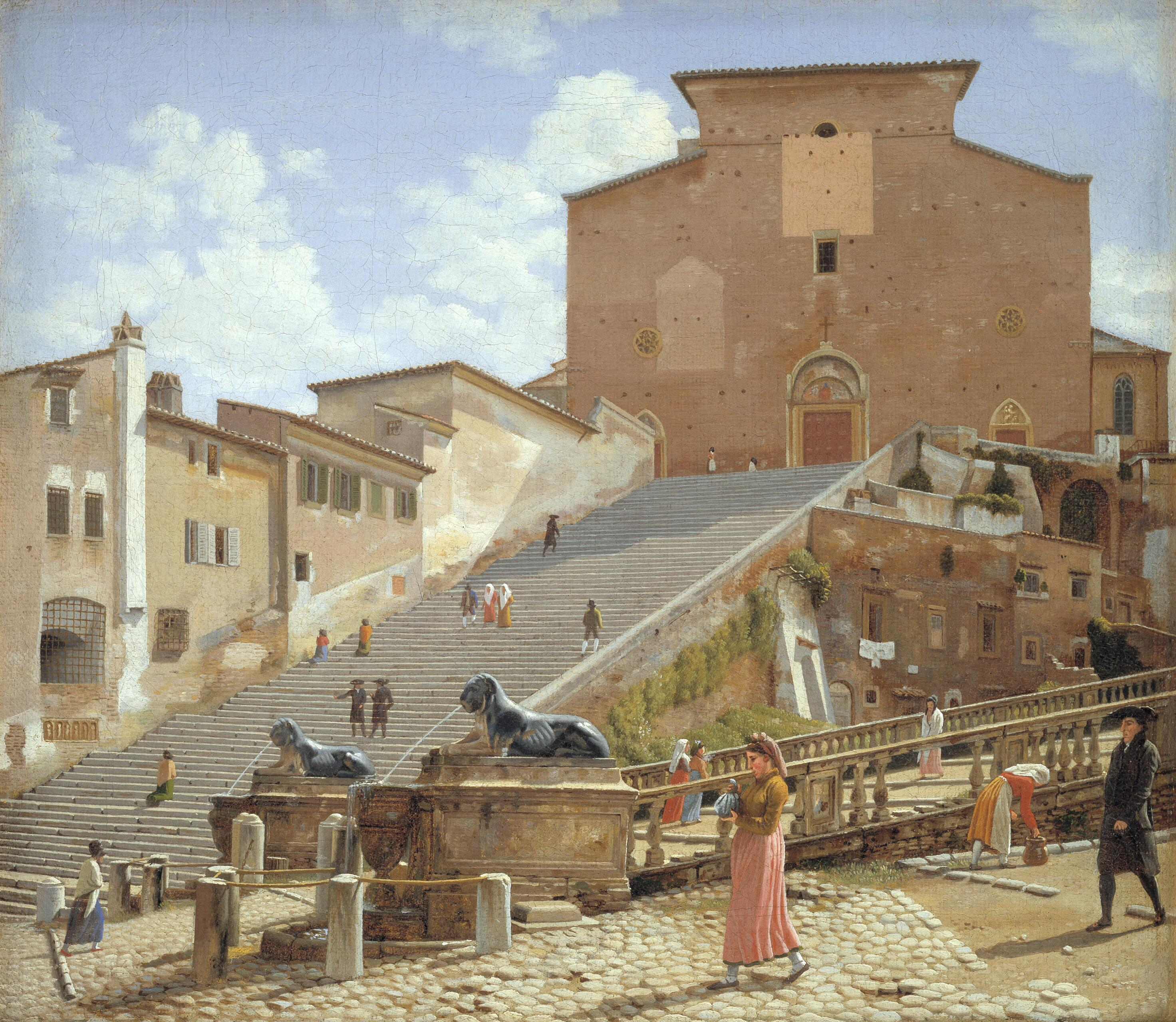
Marmortrappen som fører op til S. Maria in Aracoeli i Rom (1816)
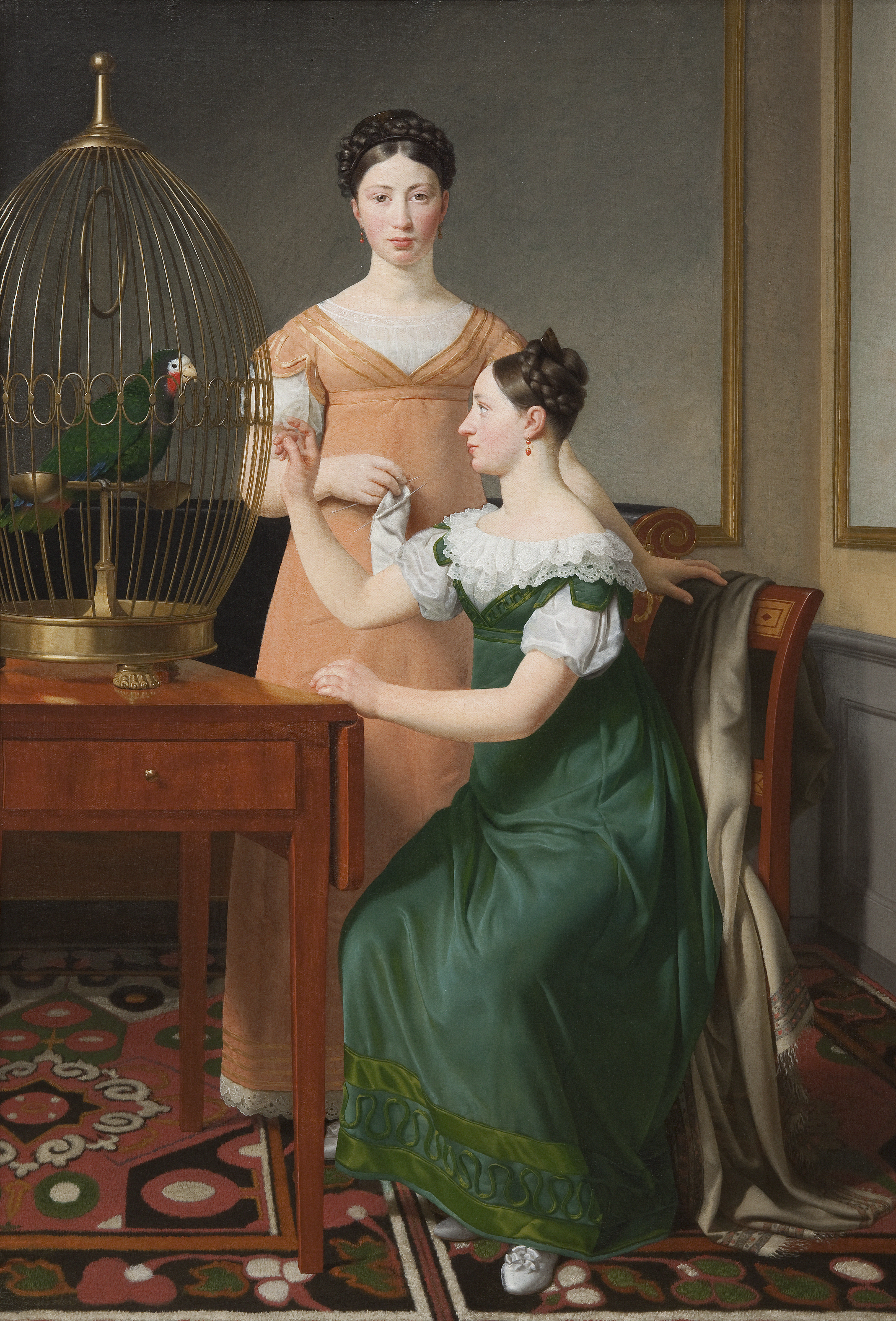
Bella og Hanna M.L. Nathansons ældste døtre, 1820
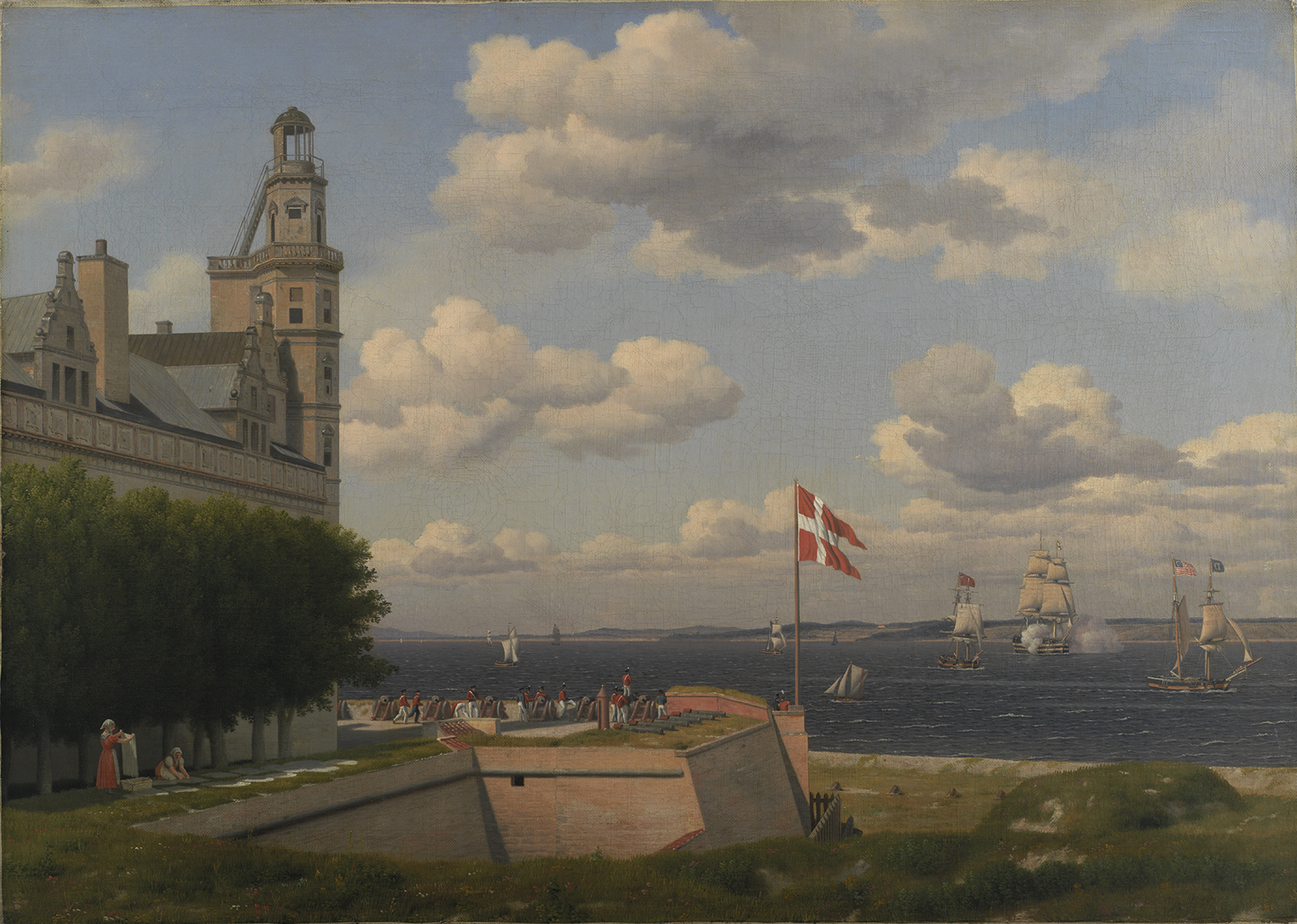
Udsigt fra Kronborg Vold og flagbatteriet (1829)
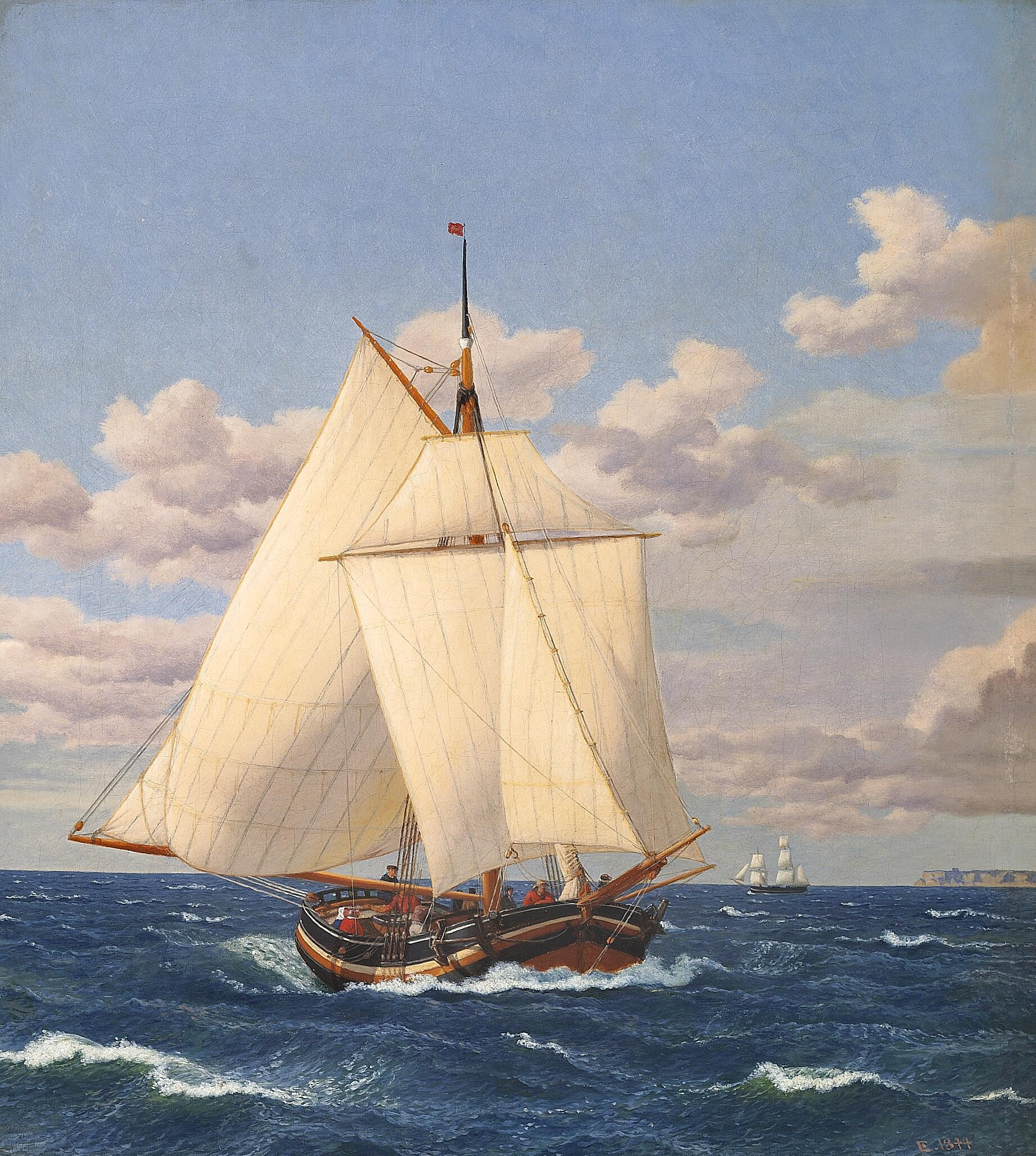
En dansk yacht passerer Stevns (c. 1830)
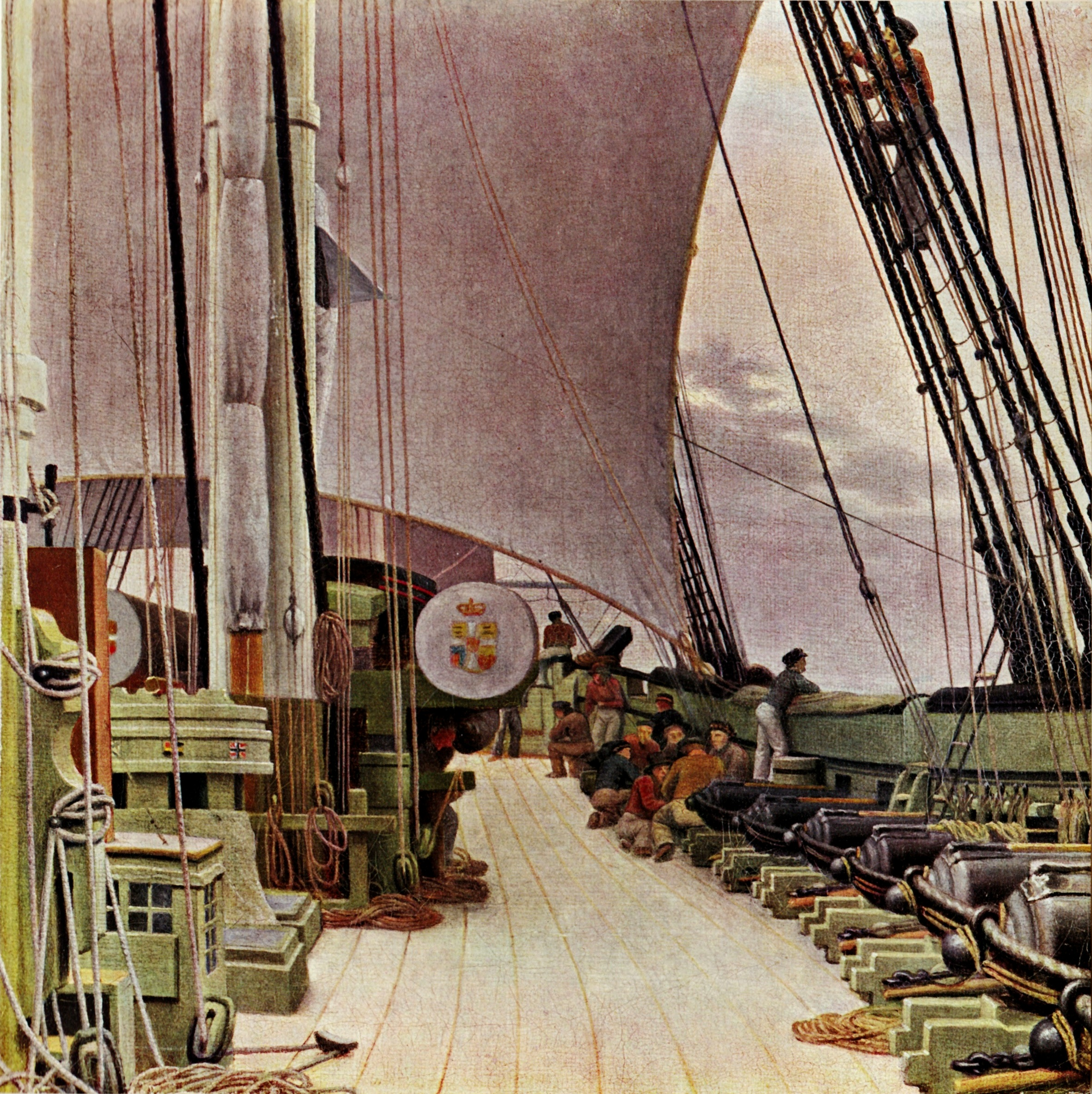
Korvetten Najadens styrbords batteri og dæk (1833)
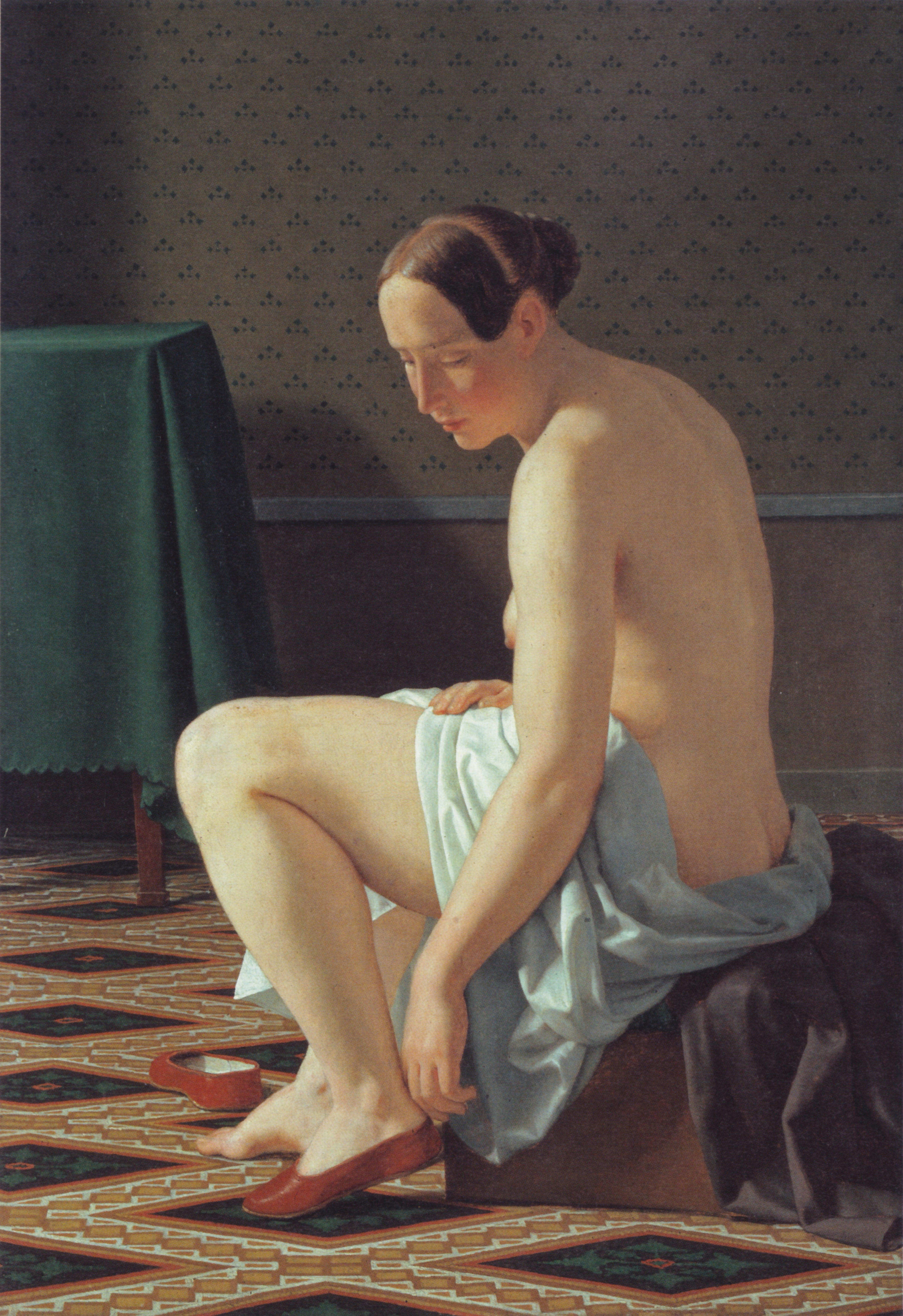
Naked Woman Putting on her Slippers (1843)
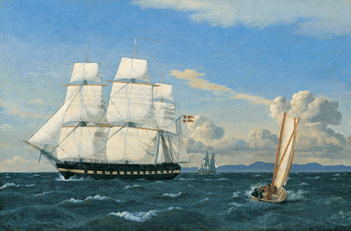
Fregat (1845)